# Agapetus lindus
Agapetus lindus är en nattsländeart som beskrevs av Arturs Neboiss och Lazar Botosaneanu 1988. Agapetus lindus ingår i släktet Agapetus och familjen stenhusnattsländor. Inga underarter finns listade i Catalogue of Life.